# Segestria sbordonii
Espèce
Segestria sbordonii est une espèce d'araignées aranéomorphes de la famille des Segestriidae.

## Distribution
Cette espèce est endémique de Crète en Grèce. Elle se rencontre dans la grotte Kromiri à Afrata.

## Description
Le mâle holotype mesure 9,12 mm.

## Étymologie
Cette espèce est nommée en l'honneur de Valerio Sbordoni.

## Publication originale
- Brignoli, 1984 : Ragni di Grecia XII. Nuovi dati su varie famiglie (Araneae). Revue suisse de Zoologie, vol. 91, p. 281-321 (texte intégral).